# NGC 5847
NGC 5847 ist eine 14,9 mag helle Spiralgalaxie vom Hubble-Typ Sbc im Sternbild Jungfrau. 
Sie wurde am 25. März 1865 vom deutschen Astronomen Albert Marth entdeckt.